# Lantmäterimyndighet
En lantmäterimyndighet beslutar om förändringar av fastigheter och förändringar i fastighetsregistret genom lantmäteriförrättningar.  De beslutar även om bildande eller förändringar av servitut, samfälligheter, gemensamhetsanläggningar, ledningsrätter med mera. Lantmäterimyndigheter kan också genomföra äganderättsutredningar och legalisering av sämjedelningar.

## Lagstiftning i Sverige

### Den statliga lantmäterimyndigheten
Den statliga lantmäterimyndigheten är Lantmäteriet.

### Kommunala lantmäterimyndigheter
Från 1972 kunde det finnas kommunala fastighetsbildningsmyndigheter och fastighetsregistermyndigheter.  Sedan 1 januari 1996 kan kommuner genom Lagen (1995:1393) om kommunal lantmäterimyndighet ansöka skriftligt till Lantmäteriet och av regeringen få tillstånd att upprätta en kommunal lantmäterimyndighet. Lantmäteriet är även den myndighet som utövar tillsynen över de kommunala lantmäterimyndigheterna.  Det finns nu 40 kommunala lantmäterimyndigheter.
En kommunal lantmäterimyndighet har den egna kommunen som arbetsområde, har åtminstone två tjänstemän som i huvudsak ägnar sig åt lantmäteriförrättningar, och samarbetar nära med Lantmäteriet.
De ärenden som en kommunal lantmäterimyndighet hanterar består av
- fastighetsbildning, förändringar av fastighetsgränser, samfälligheter och servitut,
- fastighetsbestämning,
- särskild gränsutmärkning, och
- fastighetsregistrering.

Vissa ärenden skall dock på grund av storlek med mera överlåtas till Lantmäteriet. Sådana ärenden är
- ärenden då kommunen är inblandad och någon av de andra inblandade begär att Lantmäteriet skall ta över,[6]
- ärenden som sträcker sig över kommungränsen,
- stora jord- och skogsbruksärenden som inte omfattar ny bebyggelse, och
- andra särskilda ärenden som av kompetens- eller resursskäl inte bör handläggas hos myndigheten.

### Lantmäterimyndigheten i enskilda ärenden
I lantmäteriförrättningar, enskilda förrättningsärenden, består lantmäterimyndigheten av en förrättningslantmätare och, i de fall han anser att det behövs eller när fastighetsägarna kräver det dessutom av två gode män.  De gode männen får dock inte delta i det tekniska arbetet, det vill säga geodetisk mätning, framställning av kartor och liknande.
De gode männen, som man inte skall förväxla med begreppet god man, utses av kommunfullmäktige för fyra år, och är i princip i samma ställning som nämndemän i en tingsrätt. På liknande sätt är förrättningslantmätaren i princip i samma ställning som en domare.

## Fotnoter
1. ↑  Förordningen (2009:946) med instruktion för Lantmäteriet
2. ↑  6 § Lagen (1995:1393) om kommunal lantmäterimyndighet.
3. ↑  ”Kommunala lantmäterimyndigheter”. Lantmäteriet. https://www.lantmateriet.se/sv/Om-Lantmateriet/Samverkan-med-andra/kommunala-lantmaterimyndigheter/. Läst 13 juni 2023.
4. ↑  2 § Lagen (1995:1393) om kommunal lantmäterimyndighet.
5. 1 2  5 § Lagen (1995:1393) om kommunal lantmäterimyndighet.
6. ↑  4 kap. 7a § Fastighetsbildningslagen (1970:988)
7. ↑  4 kap. 1 § Fastighetsbildningslagen (1970:988)
8. ↑  4 kap. 2-4 §§ Fastighetsbildningslagen (1970:988)
9. ↑  4 kap. 5-6 §§ Fastighetsbildningslagen (1970:988)